# 圣叙尔皮斯德法莱朗
圣叙尔皮斯-德法莱朗（法語：Saint-Sulpice-de-Faleyrens，法語發音：[sɛ̃ sylpis də faleʁɛ̃]）是法国吉伦特省的一个市镇，属于利布尔讷区。

## 地理
圣叙尔皮斯-德法莱朗（44°52'28"N, 0°11'25"W）面积18.17 平方千米，位于法国新阿基坦大区吉倫特省，该省份为法国西南部沿海省份，是法國本土面积最大的省，北起滨海夏朗德省，西临大西洋，南至朗德省，东南接洛特-加龍省，东临多爾多涅省。
与圣叙尔皮斯-德法莱朗接壤的市镇（或旧市镇、城区）包括：格雷济亚克、布拉讷、卡巴拉、穆隆、圣埃米利永、维尼奥内。
圣叙尔皮斯-德法莱朗的时区为UTC+01:00、UTC+02:00（夏令时）。

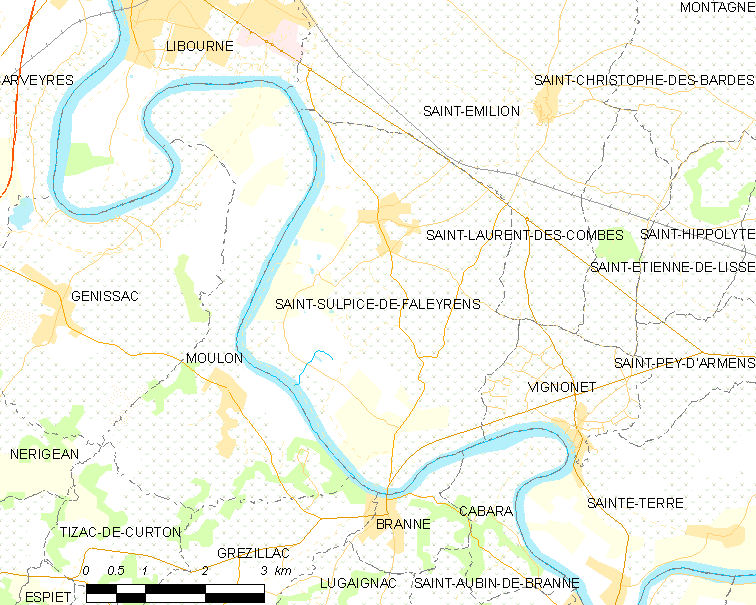
圣叙尔皮斯-德法莱朗的OSM定位图

## 行政
圣叙尔皮斯-德法莱朗的邮政编码为33330，INSEE市镇编码为33480。

## 政治
圣叙尔皮斯-德法莱朗所属的省级选区为多尔多涅山丘县。

## 人口

1962-2008年间圣叙尔皮斯-德法莱朗人口变化图示

圣叙尔皮斯-德法莱朗于2022年1月1日时的人口数量为1331人。